# Satyrium rostratum
Satyrium rostratum är en orkidéart som beskrevs av John Lindley. Satyrium rostratum ingår i släktet Satyrium och familjen orkidéer. Inga underarter finns listade i Catalogue of Life.